# Giải bóng đá Vô địch U-19 Quốc gia 2019
Giải bóng đá Vô địch U-19 Quốc gia 2019 là mùa giải thứ 14 của giải U19 Quốc gia do VFF tổ chức. Giải đấu này diễn ra theo hai giai đoạn, vòng loại sẽ khởi tranh từ ngày 15/1/2019 và kết thúc vào ngày 7/3/2019. Vòng chung kết diễn ra từ 4/4 đến ngày 17/3/2019 tại Sân vận động Pleiku thuộc tỉnh Gia Lai.

## Các đội bóng tham gia
Có 22 đội bóng tham dự trong đó đội chủ nhà Hoàng Anh Gia Lai và 21 đội bóng thi đấu vòng loại chia thành 4 bảng đấu:
- Bảng A: do Trung tâm thể thao Viettel đăng cai tổ chức, gồm 5 đội: Viettel, Hà Nội, Than Quảng Ninh, Nam Định, Phố Hiến.
- Bảng B: do Đoàn bóng đá Huế đăng cai tổ chức, gồm 5 đội: Thừa Thiên Huế, Sông Lam Nghệ An, Hồng Lĩnh Hà Tĩnh, SHB Đà Nẵng, Thanh Hóa.
- Bảng C: do Công ty cổ phần thể thao Hoàng Anh Gia Lai đăng cai tổ chức, gồm 6 đội: Hoàng Anh Gia Lai, Bình Định, Phú Yên, Khánh Hoà, Lâm Đồng, Đồng Nai.
- Bảng D: do Trung tâm Thể thao Thành Long đăng cai tổ chức, gồm 6 đội: Thành phố Hồ Chí Minh, Becamex Bình Dương, Tây Ninh, Long An, Bến Tre, An Giang.[2]

## Thời gian thi đấu
- Vòng loại:
  - Lượt đi: từ ngày 15/1 - 25/1/2019
  - Lượt về: từ ngày 25/2 - 07/3/2019
- Vòng chung kết:
  - Thời gian: Từ ngày 8/3 - 17/3/2019 tại Sân vận động Pleiku thuộc tỉnh Gia Lai.[3]

## Vòng loại
Tính đến ngày 29 tháng 12 năm 2018

### Bảng A
Viettel, Hà Nội, Than Quảng Ninh, Nam Định, Phố Hiến

### Bảng B
Thừa Thiên Huế, Sông Lam Nghệ An, Hà Tĩnh, SHB Đà Nẵng, Thanh Hóa

### Bảng C
Hoàng Anh Gia Lai, Bình Định, Phú Yên, Khánh Hoà, Lâm Đồng, Đồng Nai

### Bảng D
Thành phố Hồ Chí Minh, Becamex Bình Dương, Tây Ninh, Long An, Bến Tre, An Giang

## Vòng chung kết

### Vòng nhóm

#### Nhóm A
| U19 An Giang           | 0–3      | U19 SHB Đà Nẵng                                         |
| ---------------------- | -------- | ------------------------------------------------------- |
| Phạm Hữu Nhiều 13' 25' | Chi tiết | Lê Tấn Nam 26' · Trần Thanh Tài 39' · Phạm Xuân Tạo 71' |

| U19 Hoàng Anh Gia Lai | 1–0      | U19 Viettel |
| --------------------- | -------- | ----------- |
| Nguyễn Quốc Việt 43'  | Chi tiết |             |

| U19 Viettel                                                  | 3–1      | U19 An Giang                                 |
| ------------------------------------------------------------ | -------- | -------------------------------------------- |
| Bùi Tiến Sinh 60' · Nguyễn Đức Hiếu 65' · Khuất Văn Khang 7' | Chi tiết | Kha Tấn Tài (19) 23' · Nguyễn Huỳnh Ngọc 63' |

| U19 SHB Đà Nẵng                    | 2–1      | U19 Hoàng Anh Gia Lai               |
| ---------------------------------- | -------- | ----------------------------------- |
| Võ Minh Đan 47' · Phạm Bá Thảo 68' | Chi tiết | Cao Hoàng Tú 50' · Phan Hồ Khải 67' |

| U19 Hoàng Anh Gia Lai                     | 2–1      | U19 An Giang    |
| ----------------------------------------- | -------- | --------------- |
| Nguyễn Quốc Việt 48' · Lê Hữu Phước 90+1' | Chi tiết | Kha Tấn Tài 51' |

| U19 Viettel        | 1–1      | U19 SHB Đà Nẵng    |
| ------------------ | -------- | ------------------ |
| Nguyễn Ngọc Tú 61' | Chi tiết | Phạm Bá Thảo 45+3' |

| Thứ tự | Đội                   | Trận | Thắng | Hòa | Thua | Bàn thắng | Bàn thua | Hiệu số | Điểm | Thành tích       |
| 1      | U19 SHB Đà Nẵng       | 3    | 2     | 1   | 0    | 6         | 2        | +4      | 7    | Vào vòng bán kết |
| 2      | U19 Hoàng Anh Gia Lai | 3    | 2     | 0   | 1    | 4         | 3        | +1      | 6    | Vào vòng bán kết |
| 3      | U19 Viettel           | 3    | 1     | 1   | 1    | 4         | 3        | +1      | 4    |                  |
| 4      | U19 An Giang          | 3    | 0     | 0   | 3    | 2         | 8        | -6      | 0    |                  |

#### Nhóm B
| U19 Becamex Bình Dương | 1–2      | U19 Sông Lam Nghệ An                      |
| ---------------------- | -------- | ----------------------------------------- |
| Võ Hoàng Minh Khoa 60' | Chi tiết | Trần Mạnh Quỳnh 35' · Trần Quốc Thành 65' |

| U19 Hà Nội        | 1–0      | U19 Phú Yên |
| ----------------- | -------- | ----------- |
| Trần Xuân Đức 82' | Chi tiết |             |

| U19 Sông Lam Nghệ An | 1–1      | U19 Hà Nội        |
| -------------------- | -------- | ----------------- |
| Phạm Đức Mạnh 2'     | Chi tiết | Ngô Thành Tài 68' |

| U19 Phú Yên         | 1–2      | U19 Becamex Bình Dương                   |
| ------------------- | -------- | ---------------------------------------- |
| Nguyễn Văn Nhật 61' | Chi tiết | Võ Hoàng Minh Khoa 56' · Lưu Tự Nhân 58' |

| U19 Becamex Bình Dương | 0–1      | U19 Hà Nội            |
| ---------------------- | -------- | --------------------- |
|                        | Chi tiết | Nguyễn Nam Trường 69' |

| U19 Sông Lam Nghệ An                   | 2–0      | U19 Phú Yên |
| -------------------------------------- | -------- | ----------- |
| Ngô Văn Lương 8' · Nguyễn Văn Bách 18' | Chi tiết |             |

| Thứ tự | Đội                    | Trận | Thắng | Hòa | Thua | Bàn thắng | Bàn thua | Hiệu số | Điểm | Thành tích       |
| 1      | U19 Sông Lam Nghệ An   | 3    | 2     | 1   | 0    | 5         | 2        | +3      | 7    | Vào vòng bán kết |
| 2      | U19 Hà Nội             | 3    | 2     | 1   | 0    | 3         | 1        | +2      | 7    | Vào vòng bán kết |
| 3      | U19 Becamex Bình Dương | 3    | 1     | 0   | 2    | 3         | 4        | -1      | 3    |                  |
| 4      | U19 Phú Yên            | 3    | 0     | 0   | 3    | 1         | 5        | -4      | 0    |                  |

### Vòng bán kết
| U19 SHB Đà Nẵng | 0–2      | U19 Hà Nội                               |
| --------------- | -------- | ---------------------------------------- |
|                 | Chi tiết | Nguyễn Duy Thanh 21' · Ngô Đức Hoàng 67' |

| U19 Sông Lam Nghệ An | 0–2      | U19 Hoàng Anh Gia Lai   |
| -------------------- | -------- | ----------------------- |
|                      | Chi tiết | Nguyễn Duy Tâm 40', 76' |

### Trận chung kết
| U19 Hà Nội            | 1–0      | U19 Hoàng Anh Gia Lai |
| --------------------- | -------- | --------------------- |
| Nguyễn Nam Trường 18' | Chi tiết |                       |

## Tổng kết mùa giải
- Đội vô địch: Hà Nội
- Đội á quân: Hoàng Anh Gia Lai
- Đồng hạng ba: Sông Lam Nghệ An và SHB Đà Nẵng
- Giải phong cách: Hoàng Anh Gia Lai
- Vua phá lưới 06 cầu thủ: Nguyễn Nam Trường (Hà Nội), Võ Hoàng Minh Khoa (Bình Dương), Nguyễn Quốc Việt  và Nguyễn Duy Tâm (Hoàng Anh Gia Lai), Phạm Bá Thảo (Đà Nẵng), Kha Tấn Tài (An Giang) với 2 bàn thắng
- Cầu thủ xuất sắc: Ngô Đức Hoàng (Hà Nội)
- Thủ môn xuất sắc: Quan Văn Chuẩn (Hà Nội)